# Cyclopsitta gulielmitertii
El lorito pechinaranja o lorito de pecho naranja (Cyclopsitta gulielmitertii) es una especie de ave psitaciformes perteneciente a la familia Psittaculidae que se encuentra en Nueva Guinea y las islas Aru.

## Distribución y hábitat
Se encuentra únicamente en las islas de Nueva Guinea y Aru. Su hábitat natural son los bosques tropicales de zonas bajas.

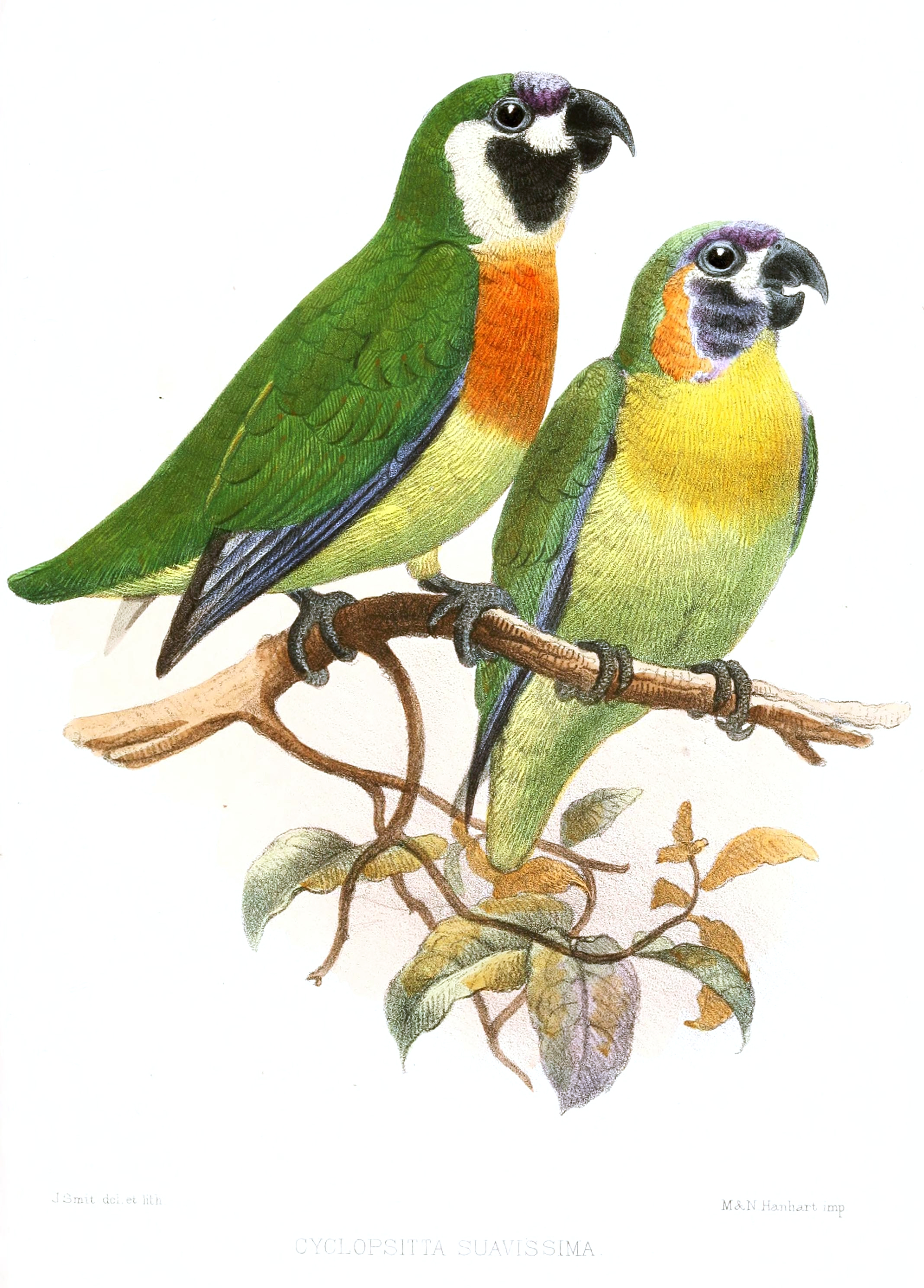